# Пискарёвский парк
Пискарёвский па́рк (иногда лесопа́рк) — лесопарковая зона в Калининском районе Санкт-Петербурга, ограниченная проспектом Непокорённых, улицей Бутлерова, улицей Верности и Амурской улицей. На востоке к парку непосредственно примыкает Пискарёвское мемориальное кладбище.
До XX века территория нынешнего парка была диким неиспользуемым лесом, через который было проложено несколько транзитных троп. В 1930-х годах здесь были проведены первые мелиорационные работы и запланирован парк, но работы прервались в связи с блокадой, во время которой лес стал местом тренировок курсантов, а также размещения складов близлежащего аэродрома. Следующий этап преобразования леса в парк начался в 1960-х годах в связи с застройкой близлежащих территорий жилыми домами. При этом серьёзных работ по изменению ландшафта парка не проводилось, что позволило сохранить его как участок естественного леса, благоприятствующего расселению птиц. В 2010—2020 годах неоднократно поднимался вопрос о реорганизации парка в связи с кратным увеличением антропогенной нагрузки на него и даже о присвоении ему статуса особо охраняемой природной территории, но каких-либо реальных изменений в его статусе по состоянию на начало 2020-х годов не произошло.

## География
Парк расположен в Калининском районе Санкт-Петербурга на участке, ограниченном улицей Бутлерова, проспектом Непокорённых, Амурской улицей, улицей Карпинского и улицей Верности, и занимает площадь 116 га. Рельеф на территории парка равнинный, южнее проспекта Непокоренных расположена пологая гряда, занятая зелёной зоной, иногда также включаемой в территорию парка. Через парк проложены грунтово-щебёночные дорожки как транзитного, так и прогулочного назначения. В парке имеются два небольших пруда: один, покрупнее, расположен с южной стороны ДСИ «Зенит», в западной части парка, второй же — в восточной, на стыке лиственного и хвойного лесов и луговой части. В северной части проложены дренажные канавы, соединяющиеся с обоими водоёмами.
С восточной стороны к парку примыкает Пискарёвское мемориальное кладбище.

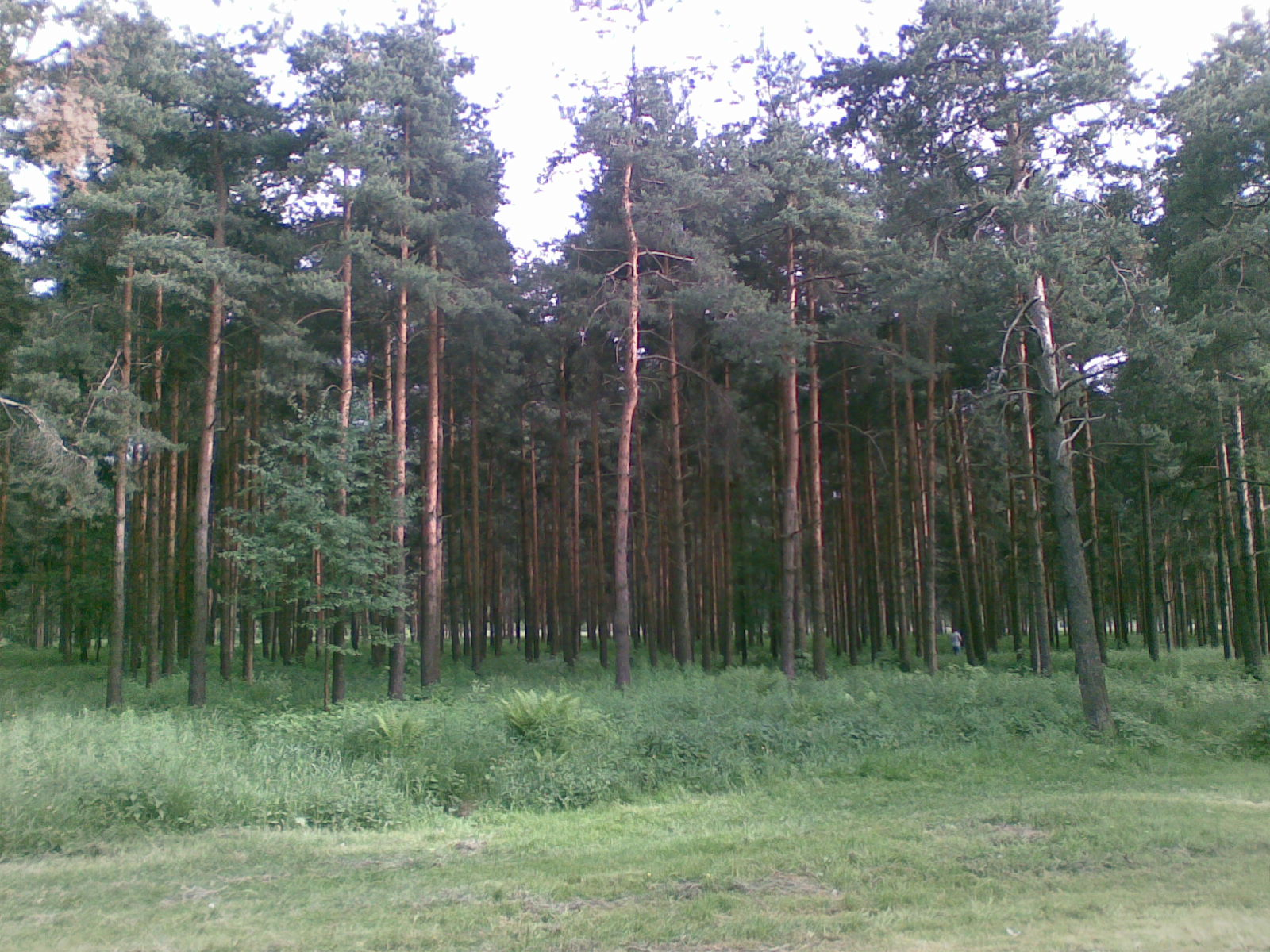
Вид с улицы Верности
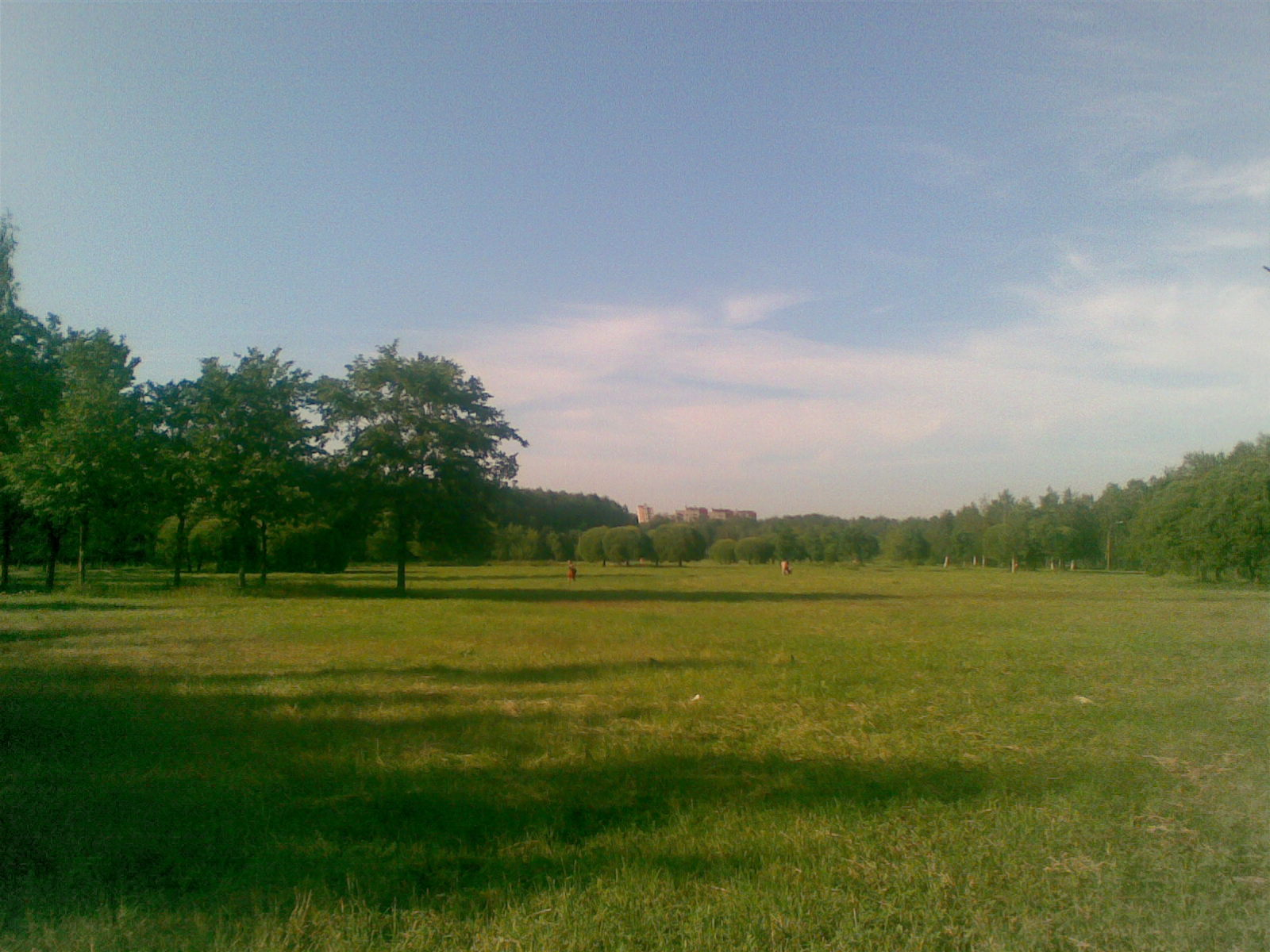
Участок между лесопарком (слева) и мемориальным кладбищем (справа)
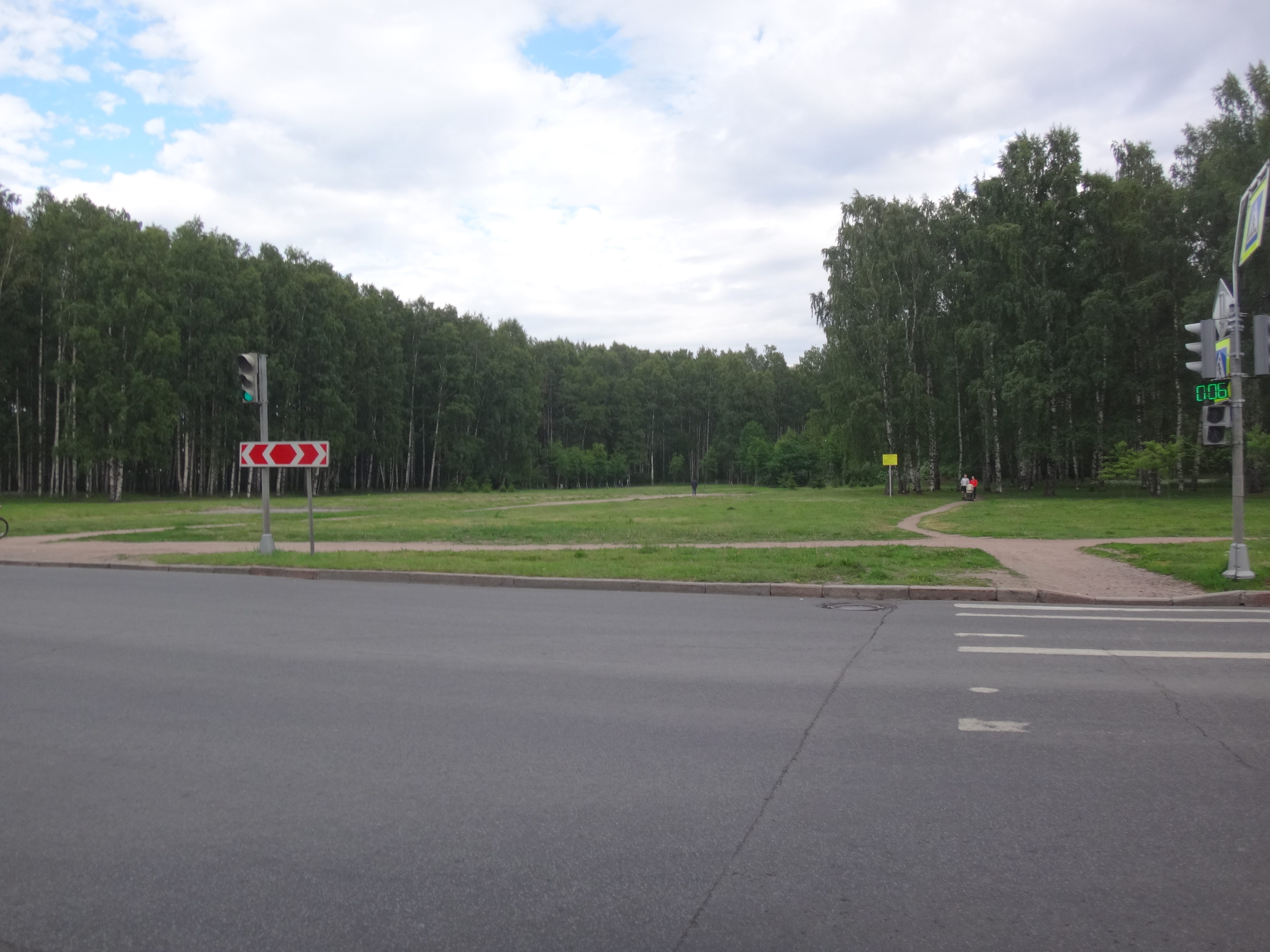
Вид на лесопарк с угла между улицами Бутлерова и Фаворского
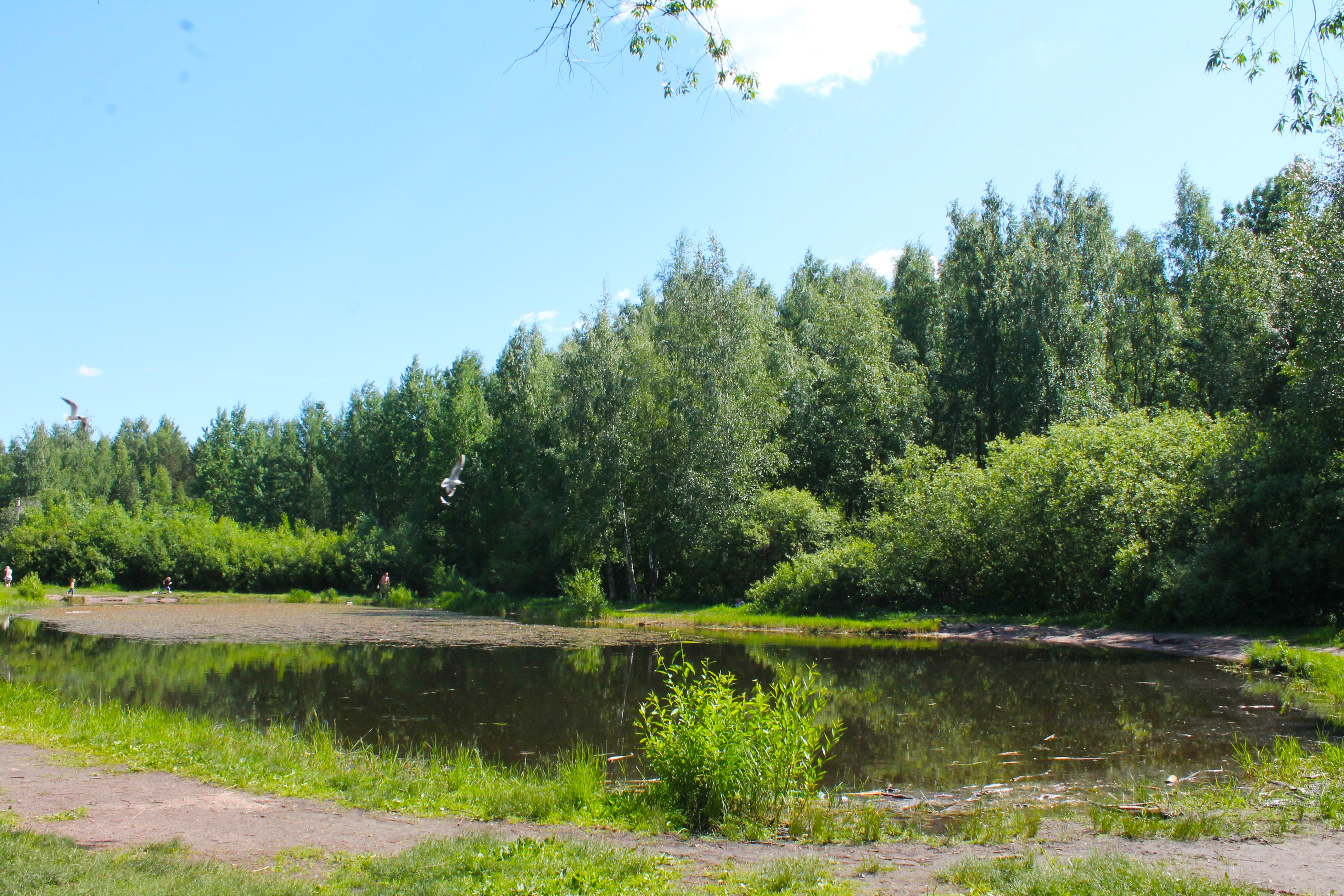
Пруд возле ДСИ «Зенит»
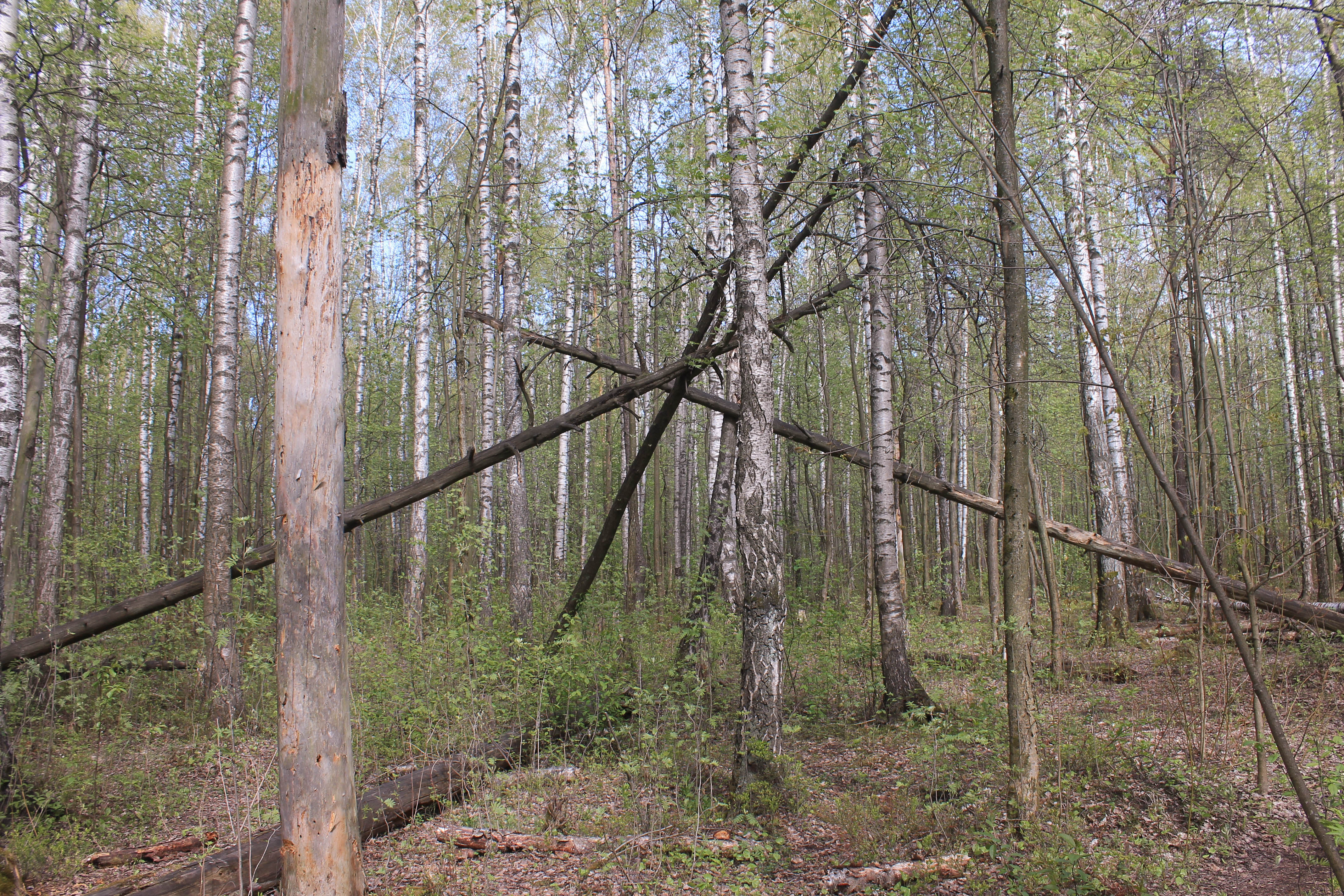
Бурелом в «дикой» части парка

## История

### Предыстория

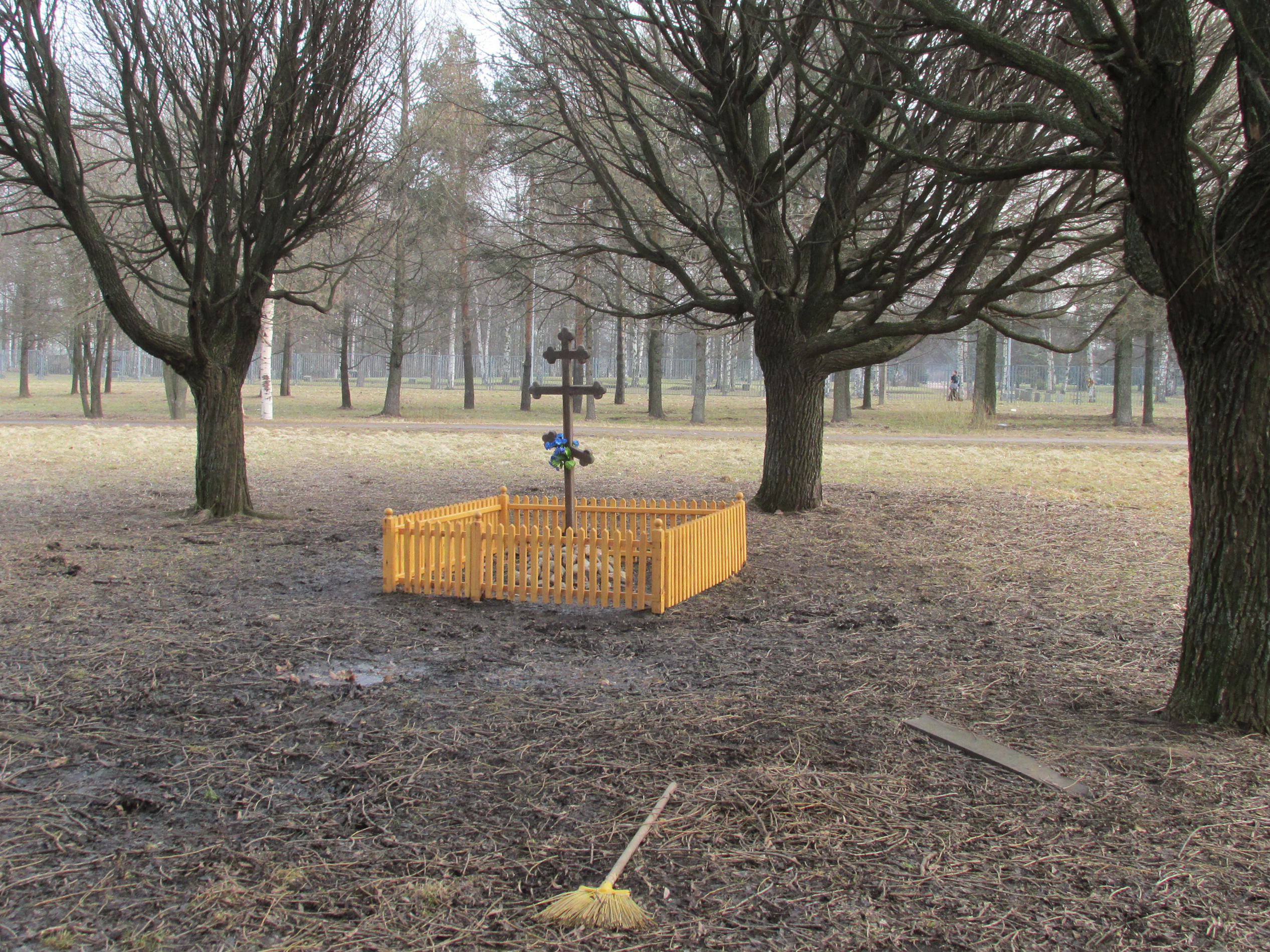
Кенотаф, установленный на предположительном месте уничтожения тела Распутина

В последней четверти XVIII века территория нынешнего парка находилась в собственности Андрея Закревского. Тогда этот лес никак не использовался и считался глухим местом, хотя его восточная и северо-западная границы практически совпадали с современными. Неподалёку проходила дорога из Санкт-Петербурга в имение Воронцовых «Мурино». В 1782—1783 годах на этой дороге, в 4—5 верстах южнее Мурино, графом Александром Воронцовым было поселено несколько крестьянских семей; так неподалёку от будущего парка появилась деревня Гражданка. Предположительно, жители этой деревни и стали первыми пользователями леса. В 1830-х годах на южной окраине Гражданки поселились немецкие колонисты из Новосаратовки, выкупившие обширный участок земли у Воронцовых. В полях между дорогой на Мурино и лесом ими были сделаны осушительные канавы, а возле западной опушки леса возникло колонистское кладбище. К 1840-м годам к юго-востоку от леса появилось имение купца Ивана Пискарёва, вокруг которого выросла деревня Пискарёвка. Несмотря на то, что лес использовался жителями как Гражданки, так и Пискарёвки, он оставался довольно глухим: в середине XIX века, согласно одной из версий, в лесу покончили с собой Карл и Эмилия — двое влюблённых из немецкой Гражданки, о чём у колонистов была сложена песня.
С южной стороны леса в 1914 году была проложена железнодорожная линия со станциями Кушелевка и Пискарёвка. По одной из версий, 9 (22) марта 1917 года в лесу у Пискарёвки по распоряжению Временного правительства была предпринята попытка уничтожить эксгумированное из могилы в Царском Селе тело Григория Распутина, не увенчавшаяся успехом. Примерно к этому времени относится появление первых постоянных дорожек в лесу: они пересекали его с запада на восток и имели исключительно транспортную функцию. В 1920-х годах через северную часть будущего парка была проложена железнодорожная ветка от станции Ручьи к котельной Политехнического института.

### Формирование парка
В 1938 году лес был признан пригородным парком. Тогда же на 110 га из общей площади в 150 га было произведено нивелирование, начаты осушительные работы и, вероятно, проложены первые извилистые дорожки, не нёсшие транспортную функцию и запланированные для прогулок. В 1939—1940 годы на восточной опушке леса, возле деревни Пискарёвка, было основано Пискарёвское кладбище для захоронения бойцов, погибших в Зимней войне. С началом блокады это кладбище стало местом массового захоронения горожан, умерших от голода. Тогда же, осенью 1941 года, к северу от леса был развёрнут морской аэродром «Гражданка», для которого в лесу соорудили замаскированные топливный и оружейный склады. Вокруг аэродрома была создана система полевых фортификаций, следы которой сохраняются в парке до сих пор. Также через северную окраину леса прошёл противотанковый ров, а в глубине лесного массива проводились учения 12-го учебного танкового полка, после которых остались следы капониров и окопов. По некоторым данным, тогда же школьниками и сотрудниками близлежащих научных учреждений в парке было вырыто некоторое количество землянок. В годы блокады хвойный лес сильно поредел, будучи вырубленным на различные хозяйственные нужды; на его месте частично вырос лиственный лес. После войны кладбище немецких колонистов возле парка было уничтожено, надгробия оказались разбросаны по округе.
В 1960-е годы вокруг парка развернулось массовое строительство жилья, в результате чего площадь парка сократилась. В то же время в парке была завершена дренажная система, проложены, выровнены и подсыпаны дорожки, установлены скамейки и урны. Тогда же были проложены современные улицы Бутлерова и Верности, очертившие границы парка. В 1974—1976 годы с западного края парка, на улице Бутлерова, был построен дворец спортивных игр «Зенит». В 1975—1977 годы в северо-западной части парка, фасадом на улицу Верности, был построен комплекс первой в СССР специализированной футбольной школы «Смена», включавший в себя главное здание с двумя крытыми манежами и несколько открытых футбольных площадок.
В 2010-е годы рядом с «Зенитом» были построены многоэтажные жилые дома комплекса «Академ-парк» (последняя очередь сдана в 2016 году). В процессе строительства из городка рабочих совершался сброс канализационных вод в дренажную систему парка. Строительство жилого комплекса сильно увеличило антропогенную нагрузку на парк.
В ноябре 2017 года архитектурным бюро «Наследники Бенуа» был представлен проект реконструкции парка, предполагавший его преобразование в регулярный прогулочный парк с установкой скамеек, освещения, переустройством мелиорации. Проект был подготовлен на основе натурных изысканий, проведённых 9 мая того же года, которые выявили крайне высокую антропогенную нагрузку на южную часть лесопарка: было обнаружено почти 50 мест стихийного использования мангалов, выявлено несколько несанкционированных свалок мусора, в том числе были найдены автомобильные покрышки в водоёмах. Согласно новой концепции, предполагалось разбить Пискарёвский парк на несколько функциональных зон с устройством в разных частях амфитеатра, экомаршрутов, этно-деревни, сирингария, скейт-парка и велодорожек. Проект был одобрен на заседании ландшафтной секции Союза архитекторов Санкт-Петербурга, но натолкнулся на противодействие местных жителей и активистов. В итоге договор с проектировщиками был расторгнут в феврале 2018 года по инициативе городских властей; причиной, по их заявлению, стало «неисполнение проектировщиком обязанностей по контракту». В мае того же года в Законодательное собрание Санкт-Петербурга был внесён проект признания парка особо охраняемой природной территорией, но в статусе было отказано.
Весной 2019 года администрация Калининского района объявила о планах реставрации парка, проект которой планировалось подготовить в 2020 году. При этом предполагалось изучить и учесть при реконструкции маршруты миграции и места гнездования птиц, проживающих в парке. В 2021 году парк был изъят из ведения комитета по благоустройству и передан районной администрации. Летом 2021 года собственники ДСИ «Зенит» начали установку ограждения вокруг здания, оградив также и парковку у спорткомплекса. Это вызвало недовольство местных жителей, которые, кроме парковочных мест, опасались потерять доступ к части Пискарёвского парка, в особенности к расположенному у дворца спорта пруду.
В 2022 году были возобновлены работы по подготовке проекта реконструкции парка, планировалось проведение общественных слушаний. На подготовку районные власти отвели около двух лет. Осенью 2024 года частному предприятию было выдано разрешение на вырубку 10 000 м² леса в Санкт-Петербурге, в том числе на территории Пискарёвского парка. По мнению активистов из числа местных жителей вырубка, обозначенная как санитарная, на деле таковой не является и производится по площадям, без указания конкретных деревьев, также их опасения вызвал факт вырубки подлеска вместе с древостоем.

## Биоразнообразие

### Флора
Более 80 % площади парка занимает лес, преобладающими древесными породами которого являются сосна и берёза. Деревья имеют возраст от 30 до 80 лет, высота их крон составляет 18—20 м, диаметр стволов — от 20 до 40 см. В парке также встречаются деревья родов дуб, клён, вяз; по краям парка растёт осина, в нескольких местах высажены ели. В среднем ярусе произрастают лещина, рябина, черёмуха, яблони и ивы; в южной части парка имеются обильные малинники. В нижнем ярусе, помимо мхов, хвощей, черники, ландыша и других травянистых растений имеются очаги пальчатокоренника балтийского, занесённого в Красную книгу Санкт-Петербурга. В подболоченной части парка, возле прудов и в некоторых местах вдоль мелиоративных канав произрастают околоводные растения, в самих прудах имеется водная флора.

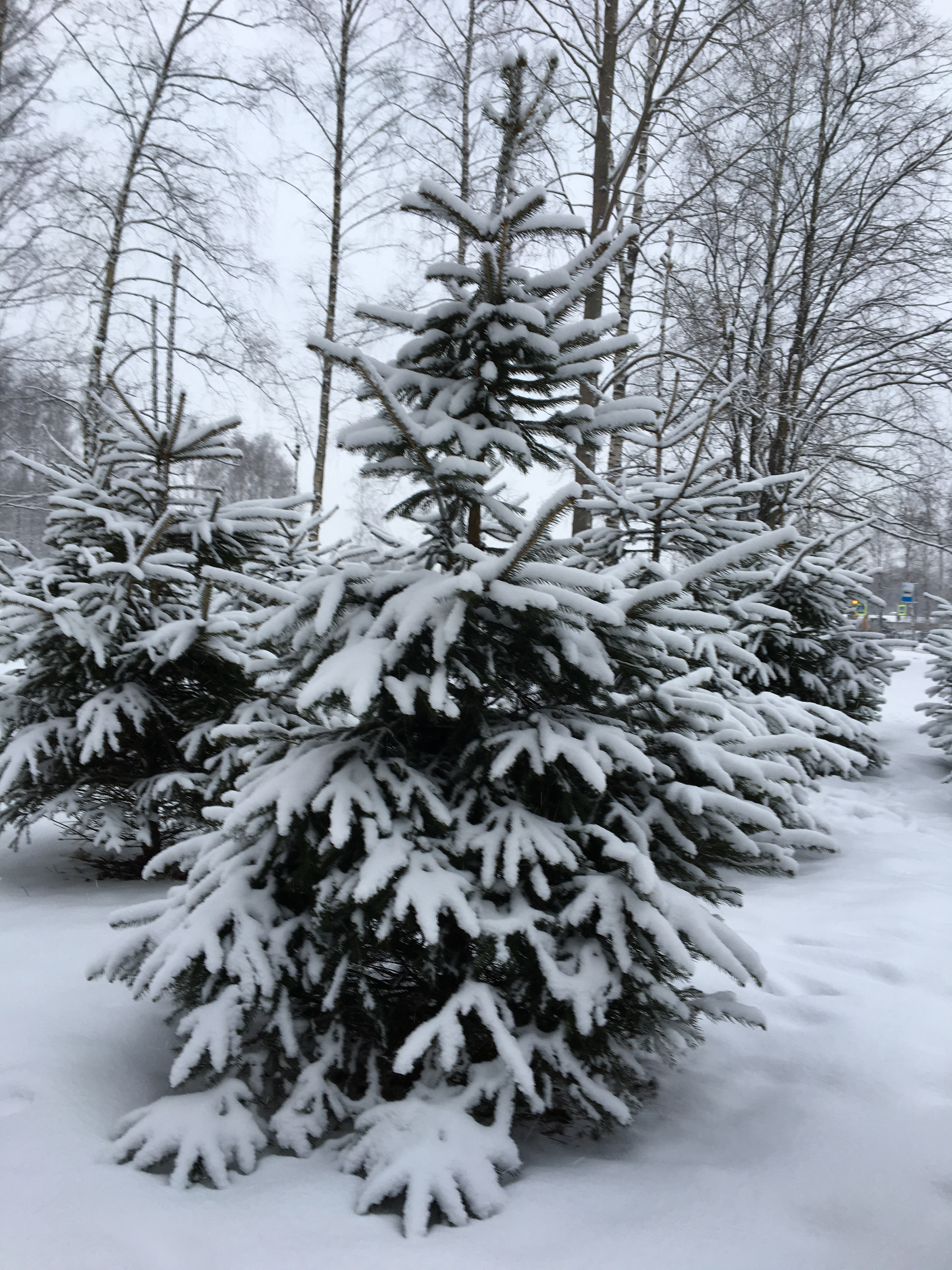
Ель обыкновенная
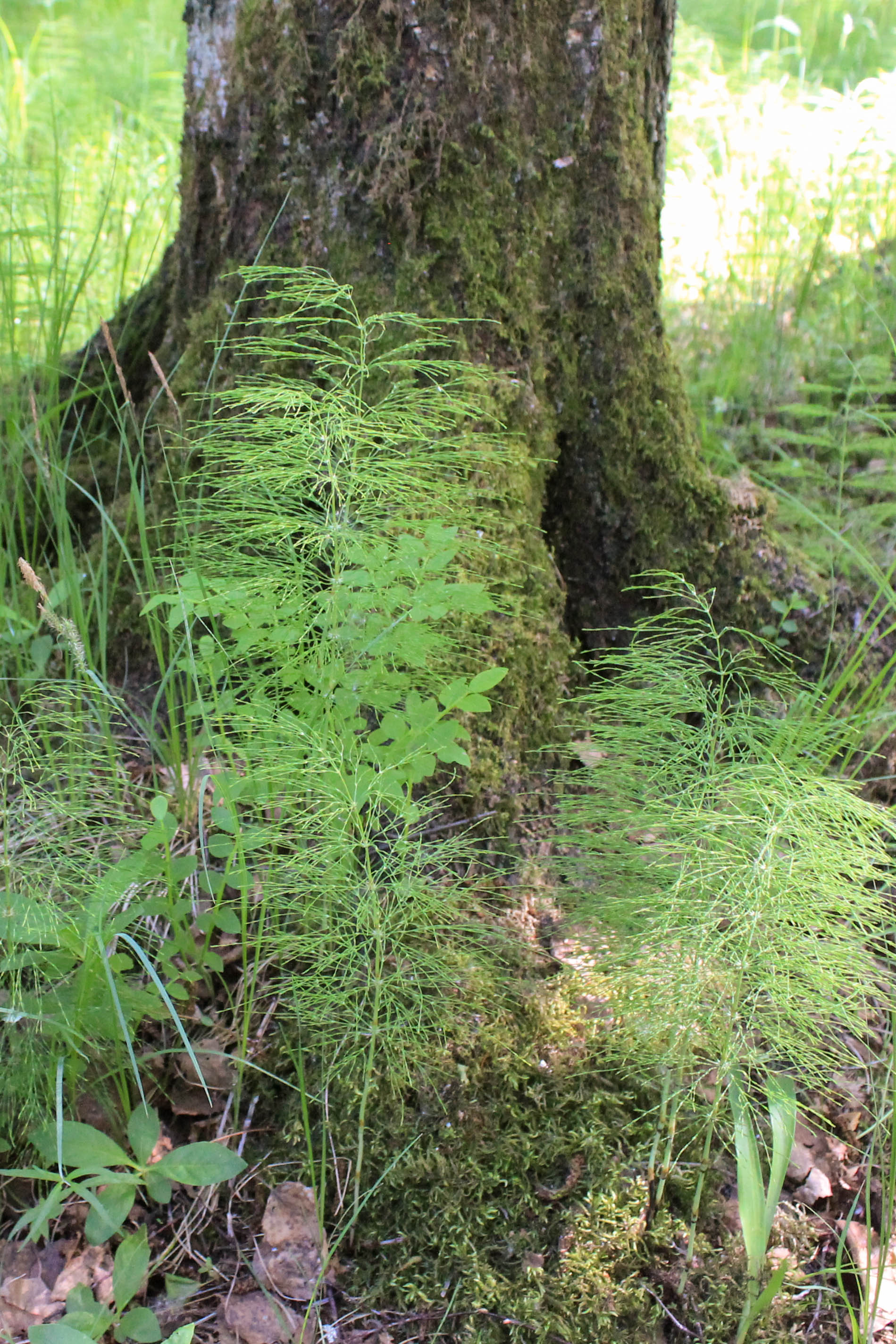
Хвощ лесной
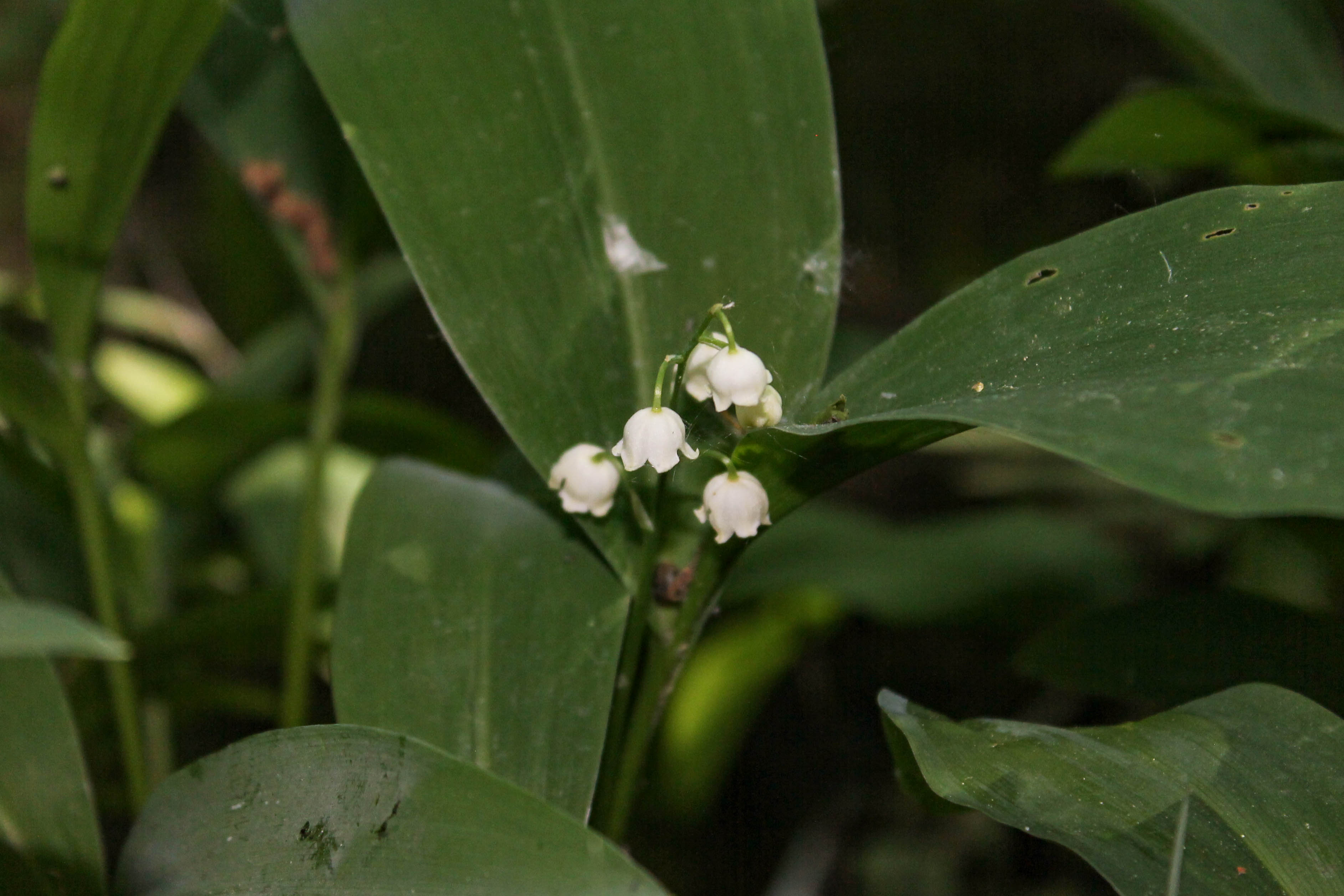
Ландыш майский

В восточной части парка преобладает разнотравный луговой ландшафт.

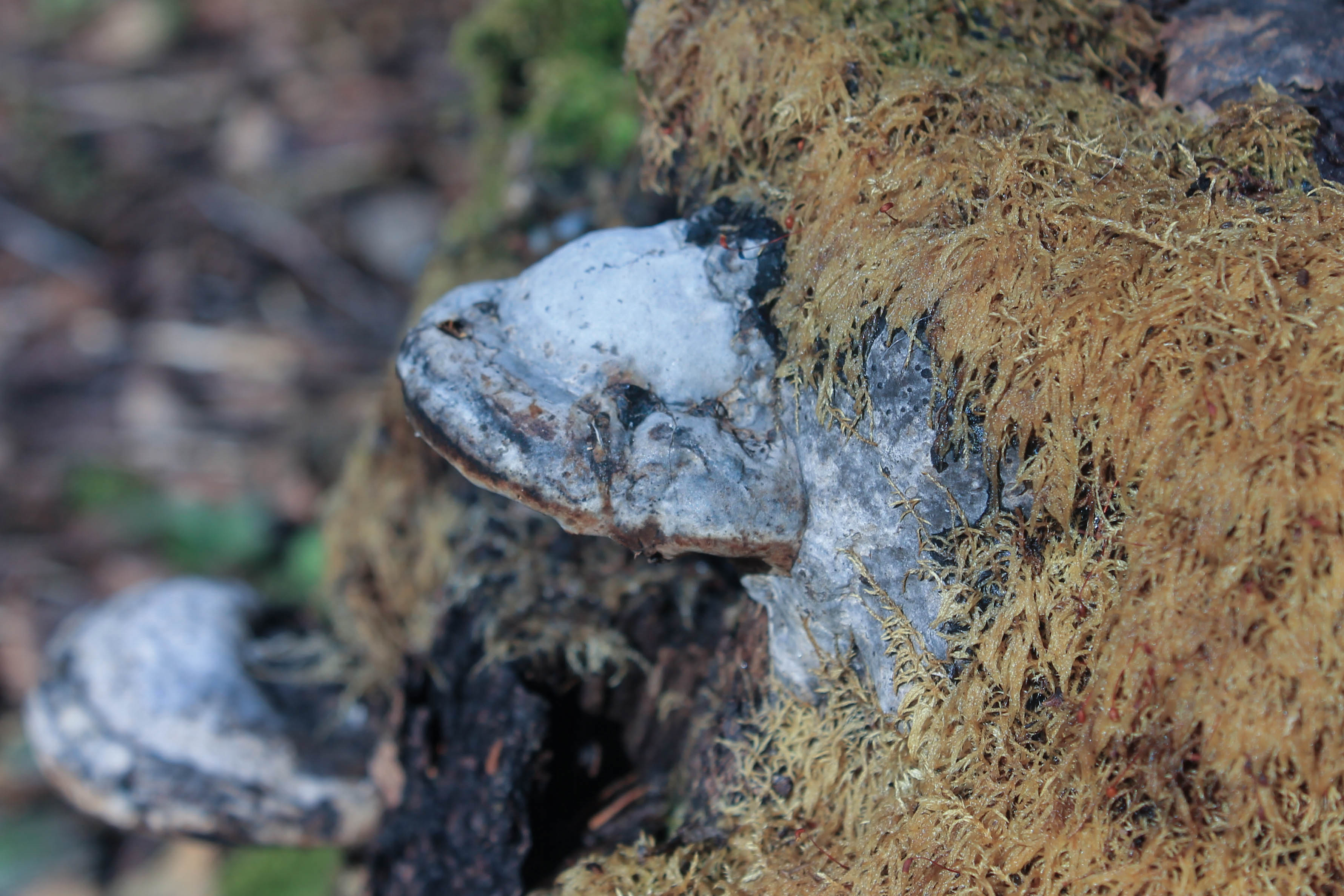
Трутовик на пне в парке

Микофлора Пискарёвского лесопарка разнообразна и представлена преимущественно различными видами древесных грибов. Среди прочих видов здесь отмечен краснокнижный лишайник артония палевая.

### Фауна
В Пискарёвском парке орнитологами отмечено более 50 видов птиц, большая часть которых гнездится в нём и лишь несколько видов — пролётные. Основу орнитофауны составляют большая синица, зарянка, обыкновенная пищуха, чиж, лазоревка, серая мухоловка, мухоловка-пеструшка, скворец и полевой воробей, чуть реже можно встретить иволгу и варакушку, обитают тут и несколько видов пеночек, самыми частыми из которых являются пеночка-весничка и пеночка-трещотка. Также можно встретить крапивника, зелёного пересмешника, зяблика, обыкновенного жулана, поползня, славку-завирушку и свиристеля. Отмечены в парке два вида дроздов: чёрный и дрозд-рябинник. В парке обитает пять видов дятлов: большой пёстрый, малый пёстрый, белоспинный дятел, желна, вертишейка.
В холодный сезон в парке появляются снегири и буроголовые гаички. Во время миграций Пискарёвский парк является местом пролётной стоянки вьюрка.
Встречаются тут и хищные птицы, например ушастая сова, воробьиный сыч, чеглок, дербник. Отдельно специалисты отмечают ворона, не обитающего в парке постоянно, но неоднократно замеченного на его территории. В парке много лет гнездится пара ястребов-тетеревятников, иногда можно встретить и другой вид ястребов — перепелятника.
В пруду возле дворца спортивных игр «Зенит» обитает кряква, гнездящаяся в близлежащих кустах. Из грызунов на территории парка встречаются полевые мыши и обыкновенные белки, которые здесь не так сильно приучены к людям, как в других парках Санкт-Петербурга, несмотря на установленные кормушки. В луговой части парка изобилуют насекомые-опылители.